# 本土神社
本土神社（ほんどじんじゃ）は、岐阜県多治見市にある神社。
金幣社であり、多治見市金幣三社（新羅神社・本土神社・白山神社）の一つである。

## 祭神
- 猿田彦大神
- 庭津火命

## 歴史
この地域は伊勢神宮領の池田御厨の一部であり、長元3年（1030年）に伊勢神宮に縁のある猿田彦大神を分霊してこの地の産土神として祀ったという。
鎌倉時代後期、土岐頼貞が鬼門鎮護と武門守護の神として深く信仰したとされるが、元徳2年（1330年）に社殿が修復されたという棟札が現存している。

## 末社
7社。

## 文化財
多治見市指定文化財
- 本土神社宝篋印塔[1]

## 交通
- 中央本線多治見駅より徒歩15分

## 周辺施設
- 多治見簡易裁判所
- 多治見区検察庁